# Украинская минога
Украинская минога (Eudontomyzon mariae) — вид пресноводных непаразитических бесчелюстных семейства миноговых. Самый широко распространенный вид непаразитических миног в Европе.
Видовое латинское название дано Львом Семёновичем Бергом в честь его супруги — Марии Ивановой-Берг, посвятившей многие из своих исследований этим древним животным.

## Описание
Длина тела украинской миноги составляет 14—20 см, масса до 17 г. Самки, как правило, несколько толще и массивнее самцов. Окраска туловища серая, брюхо светлее.
Личиночный период продолжается 5—6 лет, метаморфоз занимает около 4—5 недель, взрослая минога живёт около года. Во время метаморфоза в глотке формируется пробочный тяж, закрывающий проход в пищевод, кишечник значительно атрофируется. Во взрослом состоянии минога не питается. В большинстве рек нерест происходит в апреле—мае. Самец строит гнездо (углубление в грунте), икринки выметываются и тут же оплодотворяются. Вскоре после нереста производители погибают.

## Распространение
Ареал охватывает бассейны Адриатического, Эгейского, Азовского, Балтийского, Чёрного и Каспийского морей. В частности, обитает в бассейнах рек Днестр, Днепр, Дон и Кубань. (Атлас пресноводных рыб…, 2003). Недавно обнаружена в ряде рек Средней Волги, в том числе широко распространена в бассейне реки Сура: реки Кадада, Уза (с притоками Чардым, Верхозимка и Терса), Ардым (приток реки Пенза), а также в самой Суре. Распространение украинской миноги в бассейне Суры, как и в целом в бассейне Волги, требует дальнейшего уточнения, поскольку данный вид недавно обнаружен также в бассейне реки Оки и в одном из притоков Нижней Волги ниже Саратова. В Рязанской области в настоящее время отмечается на участке Дона, проходящего в пределах области и его притоках — реках Паника и Кочуровка.

## Охранный статус
Украинская минога внесена в Красные книги России, Волгоградской области, Белгородской области и Рязанской области. Также она внесена в «Красную Книгу Харьковской области».